# Ezra L’Hommedieu

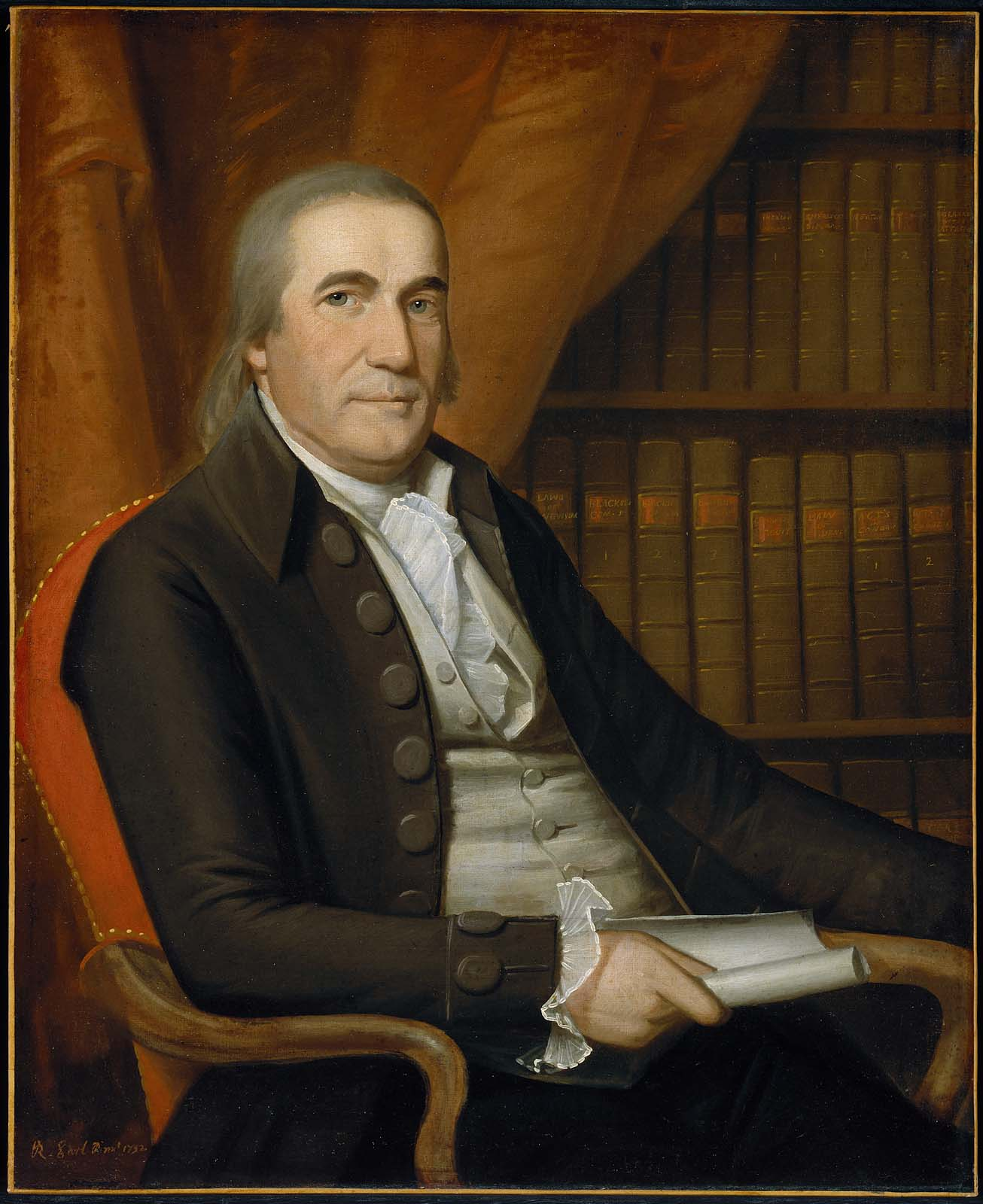
Ezra L’Hommedieu (Ralph Earl, 1792)

Ezra L’Hommedieu (* 30. August 1734 in Southold, Long Island, Provinz New York; † 27. September 1811 ebenda) war ein US-amerikanischer Politiker. In den Jahren 1779 bis 1783 sowie nochmals im Jahr 1788 war er Delegierter für New York im Kontinentalkongress.

## Werdegang
Im Jahr 1754 absolvierte Ezra L’Hommedieu das Yale College. Nach einem anschließenden Jurastudium und seiner Zulassung als Rechtsanwalt begann er in Southold in diesem Beruf zu arbeiten. In den 1770er Jahren schloss er sich der Revolutionsbewegung an. Zwischen 1775 und 1777 war er Delegierter auf dem Provincial Congress seiner Heimat und von 1777 bis 1783 gehörte er der New York State Assembly an. Von 1779 bis 1783 sowie nochmals 1788 vertrat er seinen Staat im Kontinentalkongress. Von 1784 bis 1792 sowie von 1794 bis 1809 saß er im Senat von New York. Im Jahr 1801 war er außerdem Delegierter auf einem Verfassungskonvent seines Staates. Zwischen 1784 und 1810 war er überdies noch bei der Verwaltung des Suffolk County als Clerk angestellt. Seit 1811 gehörte er als Regent dem Vorstand der State University of New York an. Politisch hatte er sich der Ende der 1790er Jahre von Alexander Hamilton gegründeten Föderalistischen Partei angeschlossen. Ezra L’Hommedieu starb am 27. September 1811 in seiner Heimatstadt Southold.